# IC 1871
IC 1871 ist ein Emissionsnebel im Sternbild Kassiopeia. Das Objekt wurde von Edward Emerson Barnard entdeckt.